# Mylesinus
Genre
Espèces de rang inférieur
- Mylesinus paraschomburgkii
- Mylesinus paucisquamatus
- Mylesinus schomburgkii

Mylesinus est un genre de poissons téléostéens de la famille des Serrasalmidae et de l'ordre des Characiformes. Le genre Mylesinus ne concerne que trois espèces de poissons d'Amérique du Sud.

## Liste d'espèces
Selon FishBase (26 juin 2015) :
- Mylesinus paraschomburgkii Jégu, Santos & Ferreira, 1989
- Mylesinus paucisquamatus Jégu & Santos, 1988
- Mylesinus schomburgkii Valenciennes, 1850

## Galerie

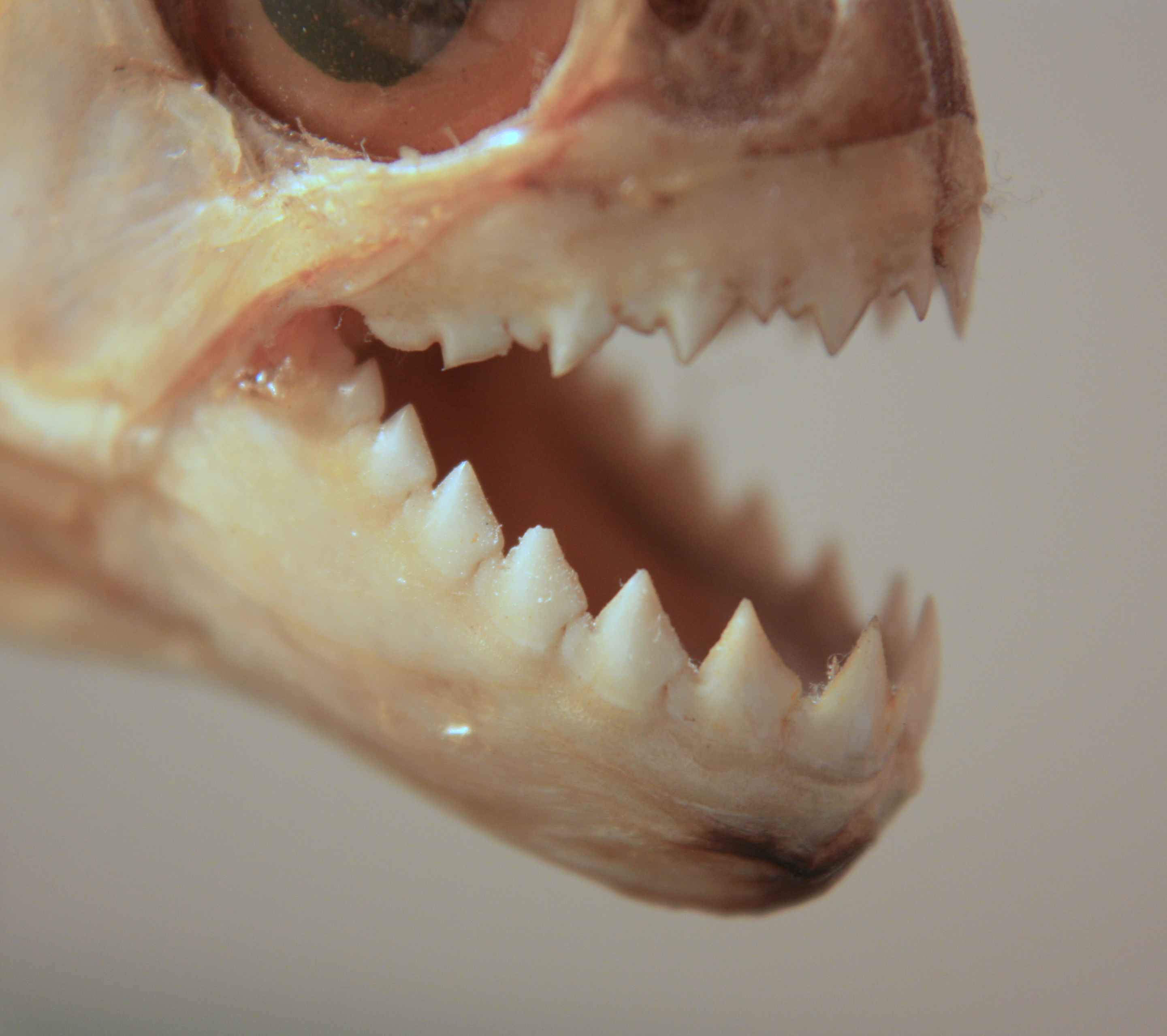
Dentition des Serrasalmidae carnivores.